# 조영남, 황현정의 이야기 콘서트
《조영남, 황현정의 이야기 콘서트》는 대한민국의 KBS에 방송됐던 예능 텔레비전 프로그램이다.

## 방송 일정
- KBS 2TV - 1998년 6월 17일 ~ 1998년 10월 7일 : 매주 수요일 밤 11시 ~ 11시 50분

## 진행자
- 조영남
- 황현정

## 에피소드 목록
- 1998년 6월 17일 : 안재욱, 최지우, 김재형
- 7월 8일 : 김정민, 김지영, 김병지, 이임생
- 7월 15일 : 김동길, 채시라
- 8월 19일 : 서세원, 김동규, 소찬휘
- 8월 26일 : 조수미

## 참고 사항
- 방송 4개월 만에 시청률 저조로 조기 종영되는 비운을 맞았으며, 공영상 강화로 개편하였다.

| KBS 2TV 수요일 밤 11시대 프로그램 | KBS 2TV 수요일 밤 11시대 프로그램 | KBS 2TV 수요일 밤 11시대 프로그램 |
| 이전 작품                         | 작품명                            | 다음 작품                         |
| --------------------------------- | --------------------------------- | --------------------------------- |
| 고승덕, 김미화의 경제연구소       | 조영남, 황현정의 이야기 콘서트    | 영상기록 병원 24시                |